# 東漸寺 (横浜市鶴見区)
東漸寺（とうぜんじ）は、神奈川県横浜市鶴見区にある真言宗智山派の寺院。山号は金胎山、院号は東住院。本尊は金剛界大日如来。また不動堂には潮田不動として不動明王が祀られている。

## 概要
平安時代の1087年（寛治元年）に醍醐三宝院の勝覚により開基されたと伝えられている。
その後、火災などで堂宇、什寶や古文書などが焼失したため沿革について不明な点があるが、江戸時代後記に編纂された『新編武蔵風土記』、地誌類、寺伝によると、東漸寺は村の中央にあり、新義真言宗に属し、古くは藥王山東壽院と号したと記されている。
江戸時代、本堂は八間に五間の南向きにあり、本尊は江戸初期の作である大日如来の坐像を安置していたという記録が残っている。
横浜市史稿には、本堂は六間に五間、亜鉛葺、四柱造で、1923年（大正12年）9月1日の関東大震災により倒壊と記載がある。
1926年（大正15年）、森岡惠寶により本堂が再建されるが第二次世界大戦により焼失。戦後、1954年（昭和29年）森岡隆宥により再建された。
なお、現在の本堂は1996年（平成8年）森岡隆冲により建立されたものである。

## 霊場
- 玉川八十八ヶ所霊場 第7番札所
- 新四国東國八十八ヶ所霊場 第11番札所
- 東海三十三観音霊場 第30番札所

## 主な行事
- 1月28日 - 初不動大護摩供法要
- 4月8日 - 花まつり（灌仏会）
- 7月6日 - 大施餓鬼法要
- 7月13日 - 新盆総供養法要

## 交通
- JR鶴見駅東口、京急鶴見駅西口からタクシー。
- JR鶴見駅東口、京急鶴見駅西口から横浜市営バスで15系統／128系統 向井町3丁目下車、徒歩5分。27系統 潮田神社前下車、徒歩3分。
- 首都高速神奈川1号横羽線 汐入出入口、生麦出入口より。